# Coreia do Sul nos Jogos Olímpicos de Inverno de 2022
Coreia do Sul participou dos Jogos Olímpicos de Inverno de 2022, realizados em Pequim, na China.
Foi a 19.ª aparição do país em Olimpíadas de Inverno. Foi representado por 64 atletas, sendo 34 homens e 30 mulheres. Só não houve atletas do país nas competições de hóquei no gelo e salto de esqui.

## Competidores
| Esporte                                | Masculino | Feminino | Total |
| -------------------------------------- | --------- | -------- | ----- |
| Biatlo                                 | 1         | 2        | 3     |
| Bobsleigh                              | 8         | 1        | 9     |
| Curling                                | 0         | 5        | 5     |
| Combinado nórdico                      | 1         | —        | 1     |
| Esqui alpino                           | 1         | 2        | 3     |
| Esqui cross-country                    | 2         | 3        | 5     |
| Esqui estilo livre                     | 1         | 2        | 3     |
| Luge                                   | 3         | 1        | 4     |
| Patinação artística                    | 2         | 2        | 4     |
| Patinação de velocidade                | 6         | 4        | 10    |
| Patinação de velocidade em pista curta | 5         | 5        | 10    |
| Skeleton                               | 2         | 1        | 3     |
| Snowboard                              | 2         | 2        | 4     |
| Total                                  | 34        | 30       | 64    |

## Medalhas
Estes foram os medalhistas desta edição:
| Atleta                                                                | Esporte                                | Evento                       | Medalha |
| --------------------------------------------------------------------- | -------------------------------------- | ---------------------------- | ------- |
| Hwang Dae-heon                                                        | Patinação de velocidade em pista curta | 1500 m masculino             | Ouro    |
| Choi Min-jeong                                                        | Patinação de velocidade em pista curta | 1500 m feminino              | Ouro    |
| Choi Min-jeong                                                        | Patinação de velocidade em pista curta | 1000 m feminino              | Prata   |
| Cha Min-kyu                                                           | Patinação de velocidade                | 500 m masculino              | Prata   |
| Choi Min-jeong Kim A-lang Lee Yu-bin Seo Whi-min                      | Patinação de velocidade em pista curta | Revezamento 3000 m feminino  | Prata   |
| Lee June-seo Kim Dong-wook Hwang Dae-heon Kwak Yoon-gy Park Jang-hyuk | Patinação de velocidade em pista curta | Revezamento 5000 m masculino | Prata   |
| Chung Jae-won                                                         | Patinação de velocidade                | Largada coletiva masculina   | Prata   |
| Kim Min-seok                                                          | Patinação de velocidade                | 1500 m masculino             | Bronze  |
| Lee Seung-hoon                                                        | Patinação de velocidade                | Largada coletiva masculina   | Bronze  |

## Desempenho

### Biatlo
Masculino
Feminino

### Bobsleigh
Masculino
Feminino

### Curling
Feminino

### Combinado nórdico
Masculino

### Esqui alpino
Masculino
Feminino

### Esqui cross-country
Masculino
Feminino

### Esqui estilo livre
Masculino
Feminino

### Luge
Masculino
Feminino

### Patinação artística
Masculino
Feminino

### Patinação de velocidade
Masculino
Feminino

### Patinação de velocidade em pista curta
Masculino
Feminino

### Skeleton
Masculino
Feminino

### Snowboard
Masculino
Feminino
Legenda
| Recorde mundial      | Recorde mundial (World record)               |                       | Recorde africano                      | Recorde africano (African) |                                           | Q | Classificado por posição (Qualified) |
| Recorde olímpico     | Recorde olímpico (Olympic record)            | Recorde da América    | Recorde da América (Americas)         | q                          | Classificado por melhor tempo (Qualified) |   |                                      |
| Melhor marca do ano  | Melhor marca do ano (World leading)          | Recorde asiático      | Recorde asiático (Asian)              | DNS                        | Não largou (Did not start)                |   |                                      |
| Recorde nacional     | Recorde nacional (National record)           | Recorde europeu       | Recorde europeu (European)            | DNF                        | Não terminou (Did not finish)             |   |                                      |
| Recorde pessoal      | Recorde pessoal do atleta (Personal best)    | Recorde da Oceania    | Recorde da Oceania (Oceania)          | DSQ / DQ                   | Desclassificado (Disqualified)            |   |                                      |
| Recorde da temporada | Recorde da temporada do atleta (Season best) | Recorde sul-americano | Recorde sul-americano (South America) | NM                         | Sem marca (No mark)                       |   |                                      |